# Julius Flechtheim

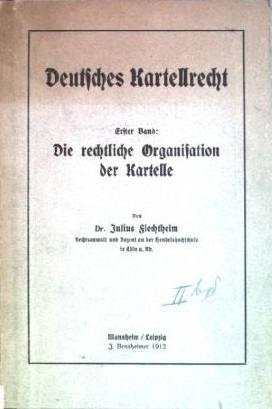
Julius Flechtheim: Deutsches Kartellrecht, 1. Ausgabe 1912

Julius Flechtheim (* 18. Mai 1876 in Münster; † 30. November 1940 in Zürich) war ein deutscher Jurist, Aufsichtsrat mehrerer Unternehmen und Honorarprofessor.

## Leben
Er wuchs als ältester Sohn des Getreidegroßhändlers Alex Flechtheim und dessen Frau Johanne, geb. Katzenstein, in Münster auf und besuchte das Gymnasium Paulinum. Nach einem Jurastudium promovierte er 1897.
1901 wurde er als Rechtsanwalt am Oberlandesgericht Köln zugelassen und dozierte zudem an der Handelshochschule Köln. Während des Ersten Weltkrieges wurde er 1915 Vorstandsmitglied der Vereinigten Köln-Rottweiler Pulverfabriken in Berlin. Dort wurde er 1924 Honorarprofessor an der Universität Berlin, und im Folgejahr Leiter der Rechtsabteilung und Syndikus der I.G. Farben. Er war zudem Aufsichtsratsmitglied mehrerer anderer Unternehmen und Vorstandsmitglied des Reichsverbands der Deutschen Industrie. Die Familie wohnte dort in der Königin-Augusta-Straße 28. 1921 lebte Julius Flechtheim in der Douglasstraße 11 in Berlin-Grunewald. Privat unterstützte er mehrfach seinen Cousin, den Kunsthändler Alfred Flechtheim, u. a. 1917 durch Ersteigerung der Skulptur „Der Redner“ von Georg Minne, Erwerb anderer Kunstwerke und Kredite.
1933 wurden ihm die Lehrbefugnis und danach auch alle anderen Ämter entzogen. Er arbeitete zunächst noch als juristischer Berater und unterstützte bedürftige Verwandte. Im April 1938 emigrierte er mit seiner Familie nach Zürich, wo er 1940 starb.

## Schriften (Auswahl)
- Deutsches Kartellrecht, J. Bensheimer, Mannheim/Leipzig 1912.
- Bilanzierung der Industrie-Obligationen-Belastung, Selbstverlag des Reichsverbands der Deutschen Industrie, Berlin 1924.
- Die Ausführungsbestimmungen über die Goldbilanzen, (Vortrag), Verlag Chemie, Leipzig 1924.
- Die Satzungen der deutschen Aktiengesellschaften, J. Bensheimer, Mannheim 1929.
- Kartelle als Produktionsförderer, Kartellstelle des Reichsverbandes der deutschen Industrie, Berlin 1929.
- Das Handelsgesetzbuch vom 10. Mai 1897 (unter Ausschluß d. Seerechts) auf d. Grundlage d. Bürgerl. Gesetzbuchs / Bd. 2, 2. Beitrag zu §§ 105–177, 335–342, Berlin 1932.
- Das Handelsgesetzbuch vom 10. Mai 1897 (unter Ausschluß d. Seerechts) auf d. Grundlage d. Bürgerl. Gesetzbuchs / Bd. 2, 1. Allg. Einleitung: Das Gesellschaftsrecht des bürgerlichen Rechts, unter Leitung von Max Hachenburg, erl. von Fritz Bing; James Breit; Julius Flechtheim u. a., Berlin 1932, 3. Auflage.